# Phyllophaga fulvipennis
Phyllophaga fulvipennis är en skalbaggsart som beskrevs av Blanchard 1851. Phyllophaga fulvipennis ingår i släktet Phyllophaga och familjen Melolonthidae. Inga underarter finns listade i Catalogue of Life.